# La mujer de Benjamín
La mujer de Benjamín es una película mexicana de 1991 protagonizada por Eduardo López Rojas y Arcelia Ramírez. Es la ópera prima del cineasta Carlos Carrera.
Dentro del ranking de Las 100 Mejores Películas del Cine Mexicano esta producción ocupa el sitio número 69.

## Sinopsis
En un poblado cercano a una autopista, Benjamín (Eduardo López), un exboxeador senil tímido e inocente, que depende intelectual y económicamente de su hermana Micaela (Malena Doria), quien funge cómo su tutora, se enamora de Natividad (Arcelia Ramírez), una joven atractiva que busca la oportunidad de romper el vínculo con su madre dominante. Cuando la estrategia de sus amigos de seducirla por medio de cartas amorosas anónimas falla, Benjamín es acuciado por ellos para que la rapte. Al final Natividad encuentra un fajo de billetes en la casa, se lo roba y emprende la huida del pueblo feliz hacia la carretera.

## Premios
Entre los premios que recibió se destacan: Festival de Nuevo Cine Latinoamericano, La Habana, Cuba: FIPRESCI y Premio Glauber Rocha de la Prensa Extranjera a la Mejor Película, Premio Mejor actor (Eduardo López); Festival Internacional de Cine de Amiens, Francia: Mejor película; Festival de Cine Iberoamericano de Huelva, España: Premio especial del Jurado y de la Crítica a Mejor película, Mejor ópera prima; Festival Internacional de Cinema Giovanni, Turín, Italia: Premio del Jurado a Mejor película; Festival de Cine del Mundo de Montreal: Mejor ópera prima.